# Yasuji Kaneko
Yasuji Kaneko  (金子 安次 Kaneko Yasuji?,  28 de enero de 1920 – 25 de noviembre de 2010) fue un exsoldado del Ejército Imperial Japonés, y exprisionero, tanto de un gulag en Siberia por la Unión Soviética de 1945 a 1950 y el Centro de Administración de Criminales de Guerra de Fushun en China de 1950 a 1956. Se hizo conocido por su extenso testimonio de crímenes de guerra, incluyendo su presunta participación en el Escuadrón 731. Su testimonio apareció en la película de 2001 Diablos japoneses y la película del 2007 Iris Chang: La Violación de Nanking (a pesar de que no estuvo involucrado en la Masacre de Nanking). Fue miembro de la Asociación de Retornados de China.

## Testimonio
Comenzó a dar su testimonio público a mediados de 1996, a la edad de 76 años. Según su testimonio, se unió al Ejército en 1940, y propagó el cólera en el sistema de agua potable de Linqing, en setiembre de 1943.
En una entrevista con el Japan Times el 26 de setiembre de 1996, Yasuji declaró que  "disparó, torturó y mató a más de 100 personas, y que nunca debía repetir tales cosas". También declaró que mató y violó a muchos chinos.
Testificó durante una entrevista con el profesor de inglés y activista Yun Chung-Ok en diciembre del 2000: "las mujeres de consuelo eran caras. Por lo tanto, secuestré, violé, y maté mujeres chinas."
En una entrevista con The Washington Post, afirmó que violó a muchas mujeres chinas durante la segunda guerra sino-japonesa.

"Ellas gritaban, pero no nos importaba si las mujeres vivían o morían", dijo Kaneko en una entrevista con The Associated Press en su hogar de Tokio. "Eramos los soldados del Emperador. Ya sea en burdeles militares o en aldeas, violábamos sin reticencias."

En el documental japonés Diablos japoneses, el cual presenta a 14 soldados japoneses que vuelven a contar sus papeles en crímenes de guerra cometidos por Japón durante la Segunda Guerra Mundial, Kaneko describió un incidente en que él y su unidad, rodearon y arrasaron un pueblo entero por diversión, antes de representar amenaza alguna. El crítico señaló que todos los soldados entrevistados en la película de Minori Matsui, eran ex-prisioneros del gobierno chino y sometidos a una larga "reeducación", cuyos testimonios pueden ser cuestionados. Sin embargo, el crítico del Japan Times, Mark Schilling sentía que "dan la impresión de no ser robots controlados por comunistas, sino ancianos quiénes tienen poco tiempo y nada que perder" .

## Controversia
Según el historiador japonés Ikuhiko Hata, el testimonio de Kaneko no es compatible con los hechos históricos conocidos. Su división estuvo localizada en Qingdao, así que no pudo haber sido un miembro del Escuadrón 731, el cual estuvo localizado en Manchuria, extremo norte de China. Hata concluyó que si Kaneko cometió cualesquiera de esas atrocidades, fue por iniciativa propia. Kaneko respondió, diciendo que Hata no había experimentado los horrores de la guerra y no sabía lo que era.